# 東京国際金融機構
一般社団法人東京国際金融機構 (とうきょうこくさいきんゆうきこう、英: The Organization of Global Financial City Tokyo、略称: FinCity.Tokyo (フィンシティー・トーキョー)) は、東京の金融市場として魅力を高め、世界トップクラスの国際金融都市とすることを目的として、2019年4月1日に設立された一般社団法人である。
2017年11月に、東京都が公表した「国際金融都市・東京」構想の取組の一環として、官民一体となった海外プロモーションを行うための組織である。
代表理事/会長は中曽宏（株式会社大和総研 理事長）。
FinCity.Tokyoの会員企業や理事はこちら。
FinCity.TokyoのLinkedinアカウントはこちら
FinCity.TokyoのXアカウントはこちら

## 事業内容
東京国際金融機構の事業内容は以下の通りである。
1. 国際金融都市としての東京に関連する情報発信
2. 会員相互間の意見の交換、連絡及び連携
3. 金融に関係する団体、業界等との意見の交換、交流及び連携
4. 海外の金融プロモーション組織、金融に関係する団体、業界等との意見の交換、交流及び連携
5. 海外金融機関等の誘致
6. 関係官庁、関係機関その他に対する意見表明及び提言
7. その他法人の目的を達成るするために必要な事業

## 沿革
- 2016年11月：小池百合子東京都知事が国際金融都市・東京のあり方懇談会を設置
- 2017年11月：東京都が「国際金融都市・東京」構想を発表
- 2018年6月：東京金融プロモーション組織設立のためのワーキンググループ発足
- 2019年4月： FinCity.Tokyo設立
- 2019年6月：フランスのParis EuroplaceとMoUを締結
- 2020年3月：WAIFC（World Alliance of International Financial Centers）に加盟
- 2021年11月：東京都が『国際金融都市・東京』構想を改訂し、『国際金融都市・東京』構想2.0を策定
- 2023年1月：専務理事の有友圭一がWAIFCの会長に選任

ロードショーの実績
- パリ（19年7月）
- 香港（19年8月）
- ニューヨーク・アブダビ（19年10月）
- 香港（19年11月）
- 香港・ロンドン（20年1月、以降コロナにより2年以上中断）
- ロンドン・パリ（22年7月）
- ニューヨーク（22年10月）
- カサブランカ（22年10月）
- シンガポール（22年11月）
- ロンドン、ルクセンブルク、ブリュッセル（23年1月）
- ダブリン（23年9月）
- ニューヨーク（23年10月）
- シンガポール（23年11月）
- ロンドン（24年3月）
- ラスベガス（24年3月）
- 香港（24年4月）
- ニューヨーク・トロント（24年6月）
- パリ（24年9月）
- シンガポール（24年11月）
- ドバイ・アブダビ（24年12月）
- マイアミ・ニューヨーク・シカゴ（25年1月）
- ロンドン（25年2月）